# Doble Sentido
Doble Sentido fue una serie de televisión de comedia creada, dirigida y producida por Israel Jaitovich en el año 2016.
El elenco de Doble Sentido está integrado por Israel Jaitovich, Miguel Vallejo, Mariana Echeverría, Violeta Isfel, Lalo Manzano, Ausencio Cruz, Carolina Morán, Raquel Garza, Bárbara Islas, Juan Frese, Isaac Salame, Fernando Meza, Luis Ramón Orozco y Big Metra, entre otros.

## Sinopsis
Doble Sentido es un programa donde cabe cualquier tema, cualquier género de comedia y todas las modalidades posibles para desarrollar el humor. Así, esta emisión puede contener: entrevistas, dinámicas, sketches, reportajes, documentales, retos, concursos, miniseries, parodias, cápsulas, memes, caricaturas, notas, sondeos, musicales, etc.
El programa está diseñado en un modelo 360 grados, que permitirá incluir contenidos de esta emisión en distintas plataformas. El concepto de este programa es que de la pantalla se sale a la calle y de la calle se pasa a la pantalla, 'Doble Sentido' busca generar efectos y reacciones en la vida real, con los contenidos que presente.